# ایزابل ماری گوزه
ایزابل ماری گوزه (آلمانی: Isabel Marie Gose؛ زادهٔ ۹ مهٔ ۲۰۰۲) شناگر زن اهل آلمان است.
وی در مسابقات کشوری و بین‌المللی در مجموع برندهٔ ۱ مدال طلا، ۳ مدال نقره، ۷ مدال برنز شده است.